# Montaigne (zanger)
Jessica Alyssa Cerro (Sydney, 14 augustus 1995), beter bekend onder de artiestennaam Montaigne, is een Australische zanger en songwriter.

## Biografie
Cerro werd in 1995 in Sydney geboren en groeide op in het district Hills. De artiest heeft een Argentijnse, Filipijnse, Franse en Spaanse achtergrond.

## Carrière
Nadat Cerro de middelbare school had afgerond begon de artiest zich te focussen op een muziekcarrière. In november 2012 tekende de zanger een platencontract bij Albert Music. Eén jaar later nam de zanger de artiestennaam Montaigne aan, geïnspireerd op de zestiende-eeuwse filosoof Michel de Montaigne. In 2014 kwam Montaignes eerste single "I Am Not an End" uit, waarna de artiest een nieuw platencontract tekende bij Wonderlick Entertainment. In 2016 volgde het debuutalbum Glorious Heights, met onder meer de nummers "Clip My Wings", "In the Dark" en "Because I Love You". In 2019 verscheen Montaignes tweede album, getiteld Complex.

### Eurovisiesongfestival
Op 8 februari 2020 won Montaigne Eurovision – Australia Decides, de Australische voorronde voor het Eurovisiesongfestival, met het lied "Don't Break Me". Met dit lied zou de artiest Australië vertegenwoordigen in de eerste halve finale van het Eurovisiesongfestival 2020 op 12 mei 2020 in Rotterdam. Het festival werd echter geannuleerd wegens de coronapandemie. Montaigne werd vervolgens intern geselecteerd voor deelname aan het Eurovisiesongfestival 2021. Het gekozen nummer was getiteld "Technicolour". Vanwege reisbeperkingen door COVID-19 kon de zanger niet naar Nederland afreizen, waardoor Montaignes nummer tijdens het Songfestival in de zaal werd getoond middels een vooropgenomen optreden in Sydney. Het was de eerste keer in de geschiedenis van het festival dat een deelnemend nummer niet door de zanger live op het podium werd gezongen. Het nummer bleef steken in de eerste halve finale, waardoor Australië voor het eerst sinds haar eerste deelname in 2015 de finale niet wist te bereiken. De zanger was zelf niet verbaasd door het slechte resultaat en weet dat aan het niet live kunnen optreden in Rotterdam. Montaigne sprak van een "ernstig nadeel".

## Persoonlijk leven
Montaigne is non-binair en biseksueel en geeft er de voorkeur aan om in het Engels met de genderneutrale voornaamwoorden they/them aangeduid te worden.

## Discografie

### Albums
- 2016 - Glorious Heights
- 2019 - Complex
- 2022 - Making It!

### Extended plays
- 2014 - Life of Montaigne

### Singles
- 2014 - I Am Not an End
- 2014 - I'm a Fantastic Wreck
- 2015 - Clip My Wings
- 2016 - In the Dark
- 2016 - Because I Love You
- 2018 - For Your Love
- 2019 - Ready
- 2019 - Love Might Be Found (Volcano)
- 2020 - Don't Break Me
- 2021 - Technicolour
- 2022 - Now (In Space)
- 2022 - Always Be You
- 2022 - Die b4 U
- 2022 - Gravity

2015: Guy Sebastian · 
2016: Dami Im · 
2017: Isaiah · 
2018: Jessica Mauboy · 
2019: Kate Miller-Heidke · 
2021: Montaigne · 
2022: Sheldon Riley · 
2023: Voyager · 
2024: Electric Fields · 
2025: Go-Jo
- International Standard Name Identifier: 0000 0004 6638 5935
- MusicBrainz: 9e66e161-57ae-4253-a6c5-f487ddc153f7
- Virtual International Authority File: 602163706524529420834